# Olympische Winterspiele 1994/Teilnehmer (Usbekistan)
| Gelbes Symbol für Goldmedaillen mit stilisierten Olympischen Ringen | Graues Symbol für Silbermedaillen mit stilisierten Olympischen Ringen | Braundes Symbol für Bronzemedaillen mit stilisierten Olympischen Ringen |
| ------------------------------------------------------------------- | --------------------------------------------------------------------- | ----------------------------------------------------------------------- |
| 1                                                                   | —                                                                     | —                                                                       |

Usbekistan nahm an den Olympischen Winterspielen 1994 im norwegischen Lillehammer zum ersten Mal als eigenständiger Staat an den Olympischen Winterspielen teil.
Usbekische Sportler hatten jedoch schon an den Winterspielen von 1992 als Teil des Vereinten Teams teilgenommen.

## Medaillen
In Lillehammer gewann Usbekistan die erste und bisher einzige Medaille bei Olympischen Winterspielen.

### Medaillenspiegel
| Rang   | Sportart         | Gold | Silber | Bronze | Gesamt |
| ------ | ---------------- | ---- | ------ | ------ | ------ |
| 1      | Freestyle-Skiing | 1    | –      | –      | 1      |
| Gesamt | Gesamt           | 1    | 0      | 0      | 1      |

### Medaillengewinner
| Name/n          | Sportart         | Wettkampf |
| --------------- | ---------------- | --------- |
| Gold            |                  |           |
| Lina Cheryazova | Freestyle-Skiing | Aerials   |

## Teilnehmer nach Sportarten

### Eiskunstlauf
| Athleten                          | Wettbewerbe | Pflichttanz 1 | Pflichttanz 1 | Pflichttanz 2 | Pflichttanz 2 | Originaltanz | Originaltanz | Kurzprogramm | Kurzprogramm | Kür/Kürtanz | Kür/Kürtanz | Gesamt    | Gesamt |
| Athleten                          | Wettbewerbe | Bewertung     | Rang          | Bewertung     | Rang          | Bewertung    | Rang         | Bewertung    | Rang         | Bewertung   | Rang        | Bewertung | Rang   |
| --------------------------------- | ----------- | ------------- | ------------- | ------------- | ------------- | ------------ | ------------ | ------------ | ------------ | ----------- | ----------- | --------- | ------ |
| Mixed                             |             |               |               |               |               |              |              |              |              |             |             |           |        |
| Dinara Nurdbayeva Muslim Sattarov | Eistanz     | 4,2           | 21            | 4,2           | 21            | 12,6         | 21           | —            | —            | 21,0        | 21          | 42,0      | 21     |
| Aliki Stergiadu Yuris Razgulyayev | Eistanz     | 2,4           | 12            | 2,4           | 12            | 7,2          | 12           | —            | —            | 13,0        | 13          | 25,0      | 13     |

### Freestyle-Skiing
| Athleten        | Wettbewerbe | Qualifikation | Qualifikation | Finale        | Finale        | Rang |
| Athleten        | Wettbewerbe | Punkte        | Rang          | Punkte        | Rang          | Rang |
| --------------- | ----------- | ------------- | ------------- | ------------- | ------------- | ---- |
| Frauen          |             |               |               |               |               |      |
| Lina Cheryazova | Aerials     | 144,43        | 12            | 166,84        | 1             | Gold |
| Larisa Udodova  | Buckelpiste | 20,28         | 21            | ausgeschieden | ausgeschieden | 21   |
| Männer          |             |               |               |               |               |      |
| Sergey Brener   | Aerials     | 159,93        | 19            | ausgeschieden | ausgeschieden | 19   |